# Ларс Сонк
Ларс Сонк (фін. Lars Eliel Sonck; 10 серпня 1870, Кальвія — 14 березня 1956, Гельсінки) — фінський архітектор першої половини ХХ століття.

## Ранні роки
Батько (Кнут Еміль Сонк) майбутнього архітектора був пастором на Аландських островах. Мати (Анна Ребека Нордстрьом) була шведкою за походженням. В родині було дев'ятеро дітей і Ларс був наймолодшим. 1878 року родина перебралась на житло у місто Марієхамн.

## Освіта
Первісну освіту Ларс отримав у місті Турку, де закінчив ліцей. Його вважали тоді малоуспішним учнем, а хлопець просто пізно визрівав як особистість. По закінченні ліцею він влаштувався на навчання в Гельсінську політехніку.

## Вивчення старовинної архітектури
Ще перебуваючи студентом, Ларс Сонк брав участь у експедиції з вивчення старовинної архітектури в районах Хьоме, Уусімаа та Сатакун. Сонк створив описи тридцяти одної (31) церкви та їх декору. 1894 року він захистив диплом з вищим балом, як сказали б ми нині.

## Самостійна творчість
Як архітектор він починав працювати в стилістиці еклектики (зала банку в стилі скандинавського неоренесансу). Зала збережена, використовується після пристосувань для виставок.

## Споруди з деревини
Здавна найбільшою популярністю як будівельний матеріал у Фінляндії користувалась деревина. Віддав їй належне і Ларс Сонк, коли звернувся до створення житлових та заміських будинків і вілл для представників вищого середнього класу. Ці споруди поєднували риси британських котеджів, впливи шведської та фінської середньовічної архітектури з практицизмом та функціональністю. Як фундаменти він використовував гранітні необроблені валуни. Зовнішньо ці дерев'яні будинки були наближені до старовинної фінської та карельської архітектури, незважаючи на іншу розробку об'ємів і їх компонування.
Заміські маєтки мали як житлові будинки, так і господарські споруди (серед останніх сауна, сараї для дров, льохи тощо). Ці споруди цікаво розташовані в природному оточенні, а веранди та вікна повернуті до доріг чи до навколишніх краєвидів.

## Сакральна архітектура

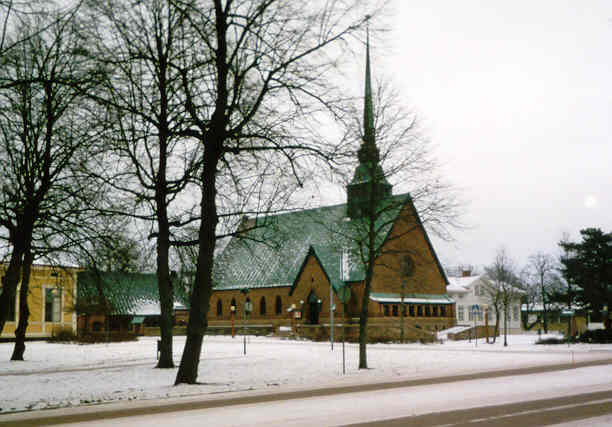
Ларс Сонк. Георгіївська церква, Марієхамн.

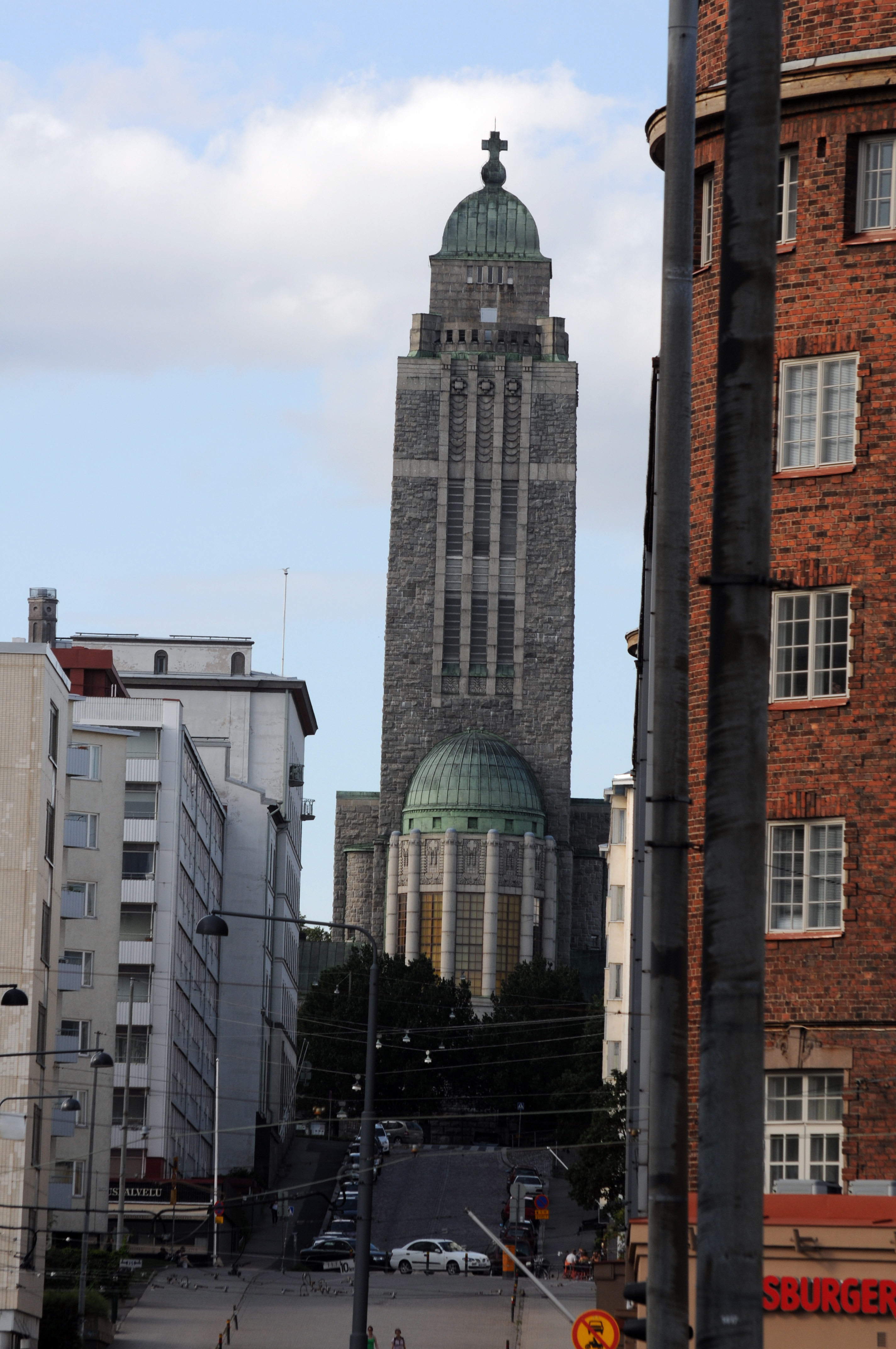
Ларс Сонк. Церква Кальйо, Гельсінки

Ларс Сонк роками працював над створенням сакральних споруд — соборів, церков та каплиць. Все почалось  ремонту одної церкви. Він старанно вивчав храмову архітектуру у друкованих виданнях, переважно німецьких. 
У ХІХ столітті відбулось навернення до вивчення готичної архітектури та до реставрації готичних споруд, низка котрих на десятиліття була покинута недобудованими. Цей рух в архітектурі і в виробництві творів  декоративно-ужитового мистецтва отримав назву неоготика. Ларс Сонк був захоплений образами готичної архітектури і переніс її риси у власні проекти храмових споруд. Серед них Михайлівська церква в Турку та Георгївська церква в Марієхамні.
Навіть у ранніх проектах церков архітектор почав використовувати композиційні знахідки минувшини. Так, він вдавався до різної висотності веж та дзвіниць, критих довгими і гострими шпилями, асиметрії, узагальнення силуетів. Його споруди створювали враження старовинних, котрі виникали тривалий час, мали частини, що вибудовані в різні історичні періоди. Це враження підсилювалось, коли він почав використовувати елементи, притаманні романській добі або запозичень з готичної архітектури тої ж Німеччини.
Захоплення образами національного романтичного стилю (так званий північний модерн) відбилося і на створенні сакральної архітектури. При створенні катедрального собору для міста Тампере він сміливо використав гру великих об'ємів, висотність і узагальненість силуету при майстерно оброблених кам'яних брилах облицюваня з філігранною кладкою, оцінити котру можна лише впритул.
Архітектурним шедевром майстра стала церква Кальйо для Гельсінки. Створена в новому на той час районі церква була ефектно вибудована на верхівці пагорба, мала узагальнений силует при детальній розробці всіх складових частин та модернового декору. Завелика вежа церкви відразу почала відігравати важливу роль як в силуеті міста, так і в містобудівному значенні, хоча церква Кальйо не була головним храмом міста.

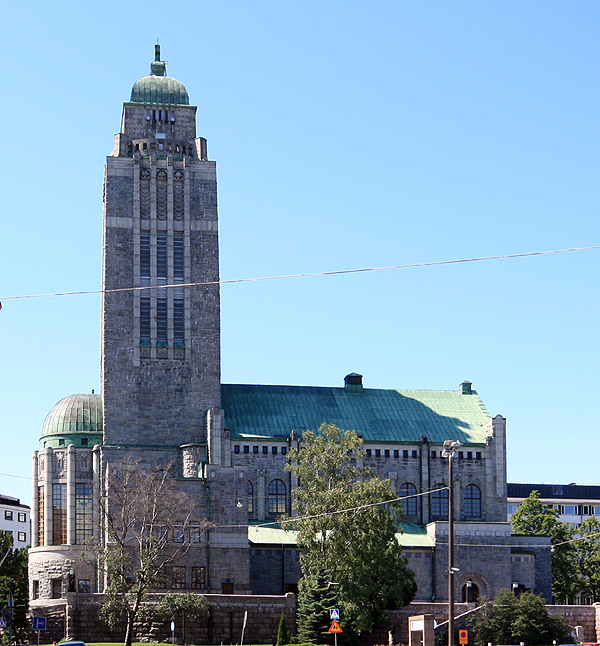
Церква Кальйо, бічний фасад
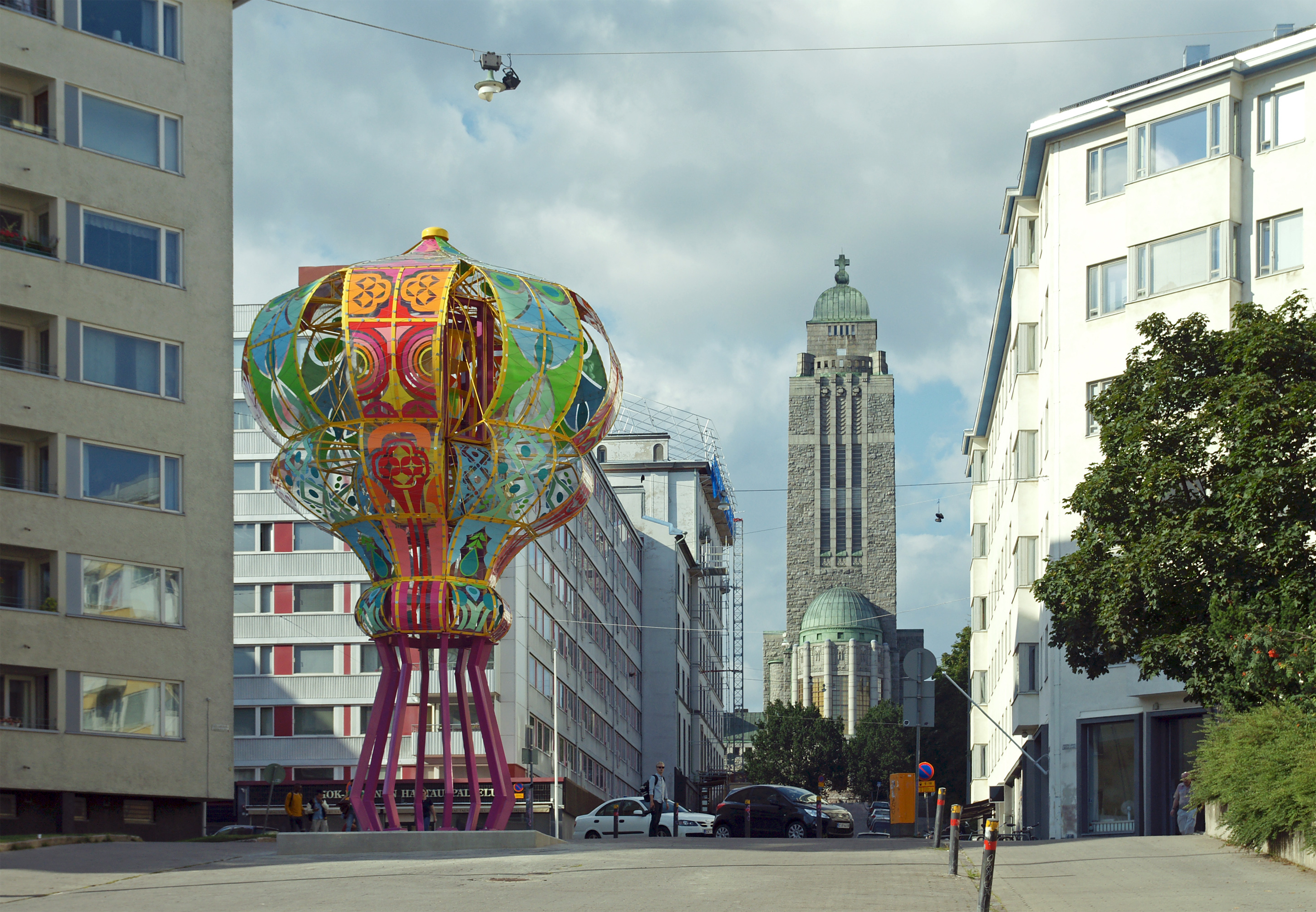
Церква Кальйо в створі вулиці
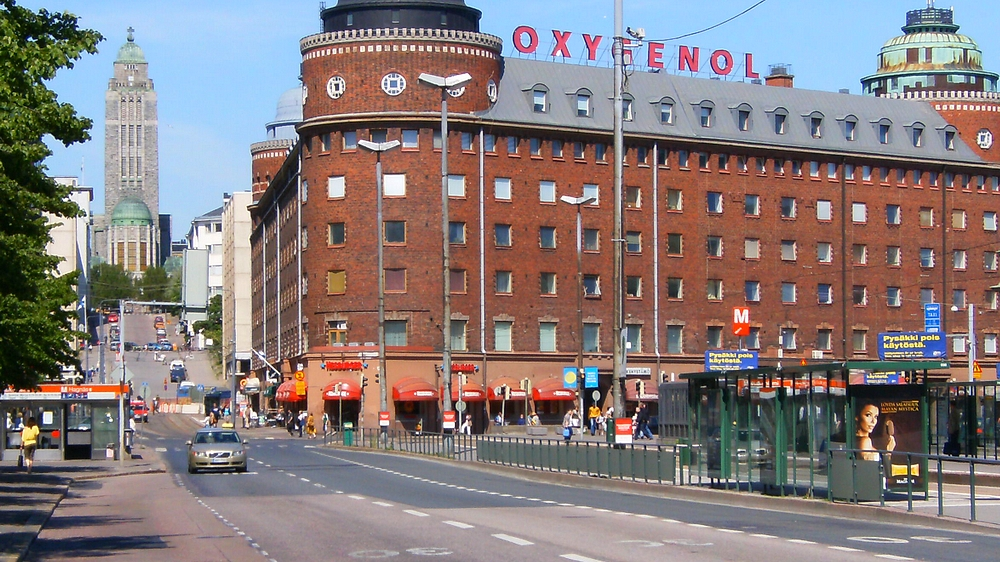
Арена хаус та церква Кальйо. Гельсінки
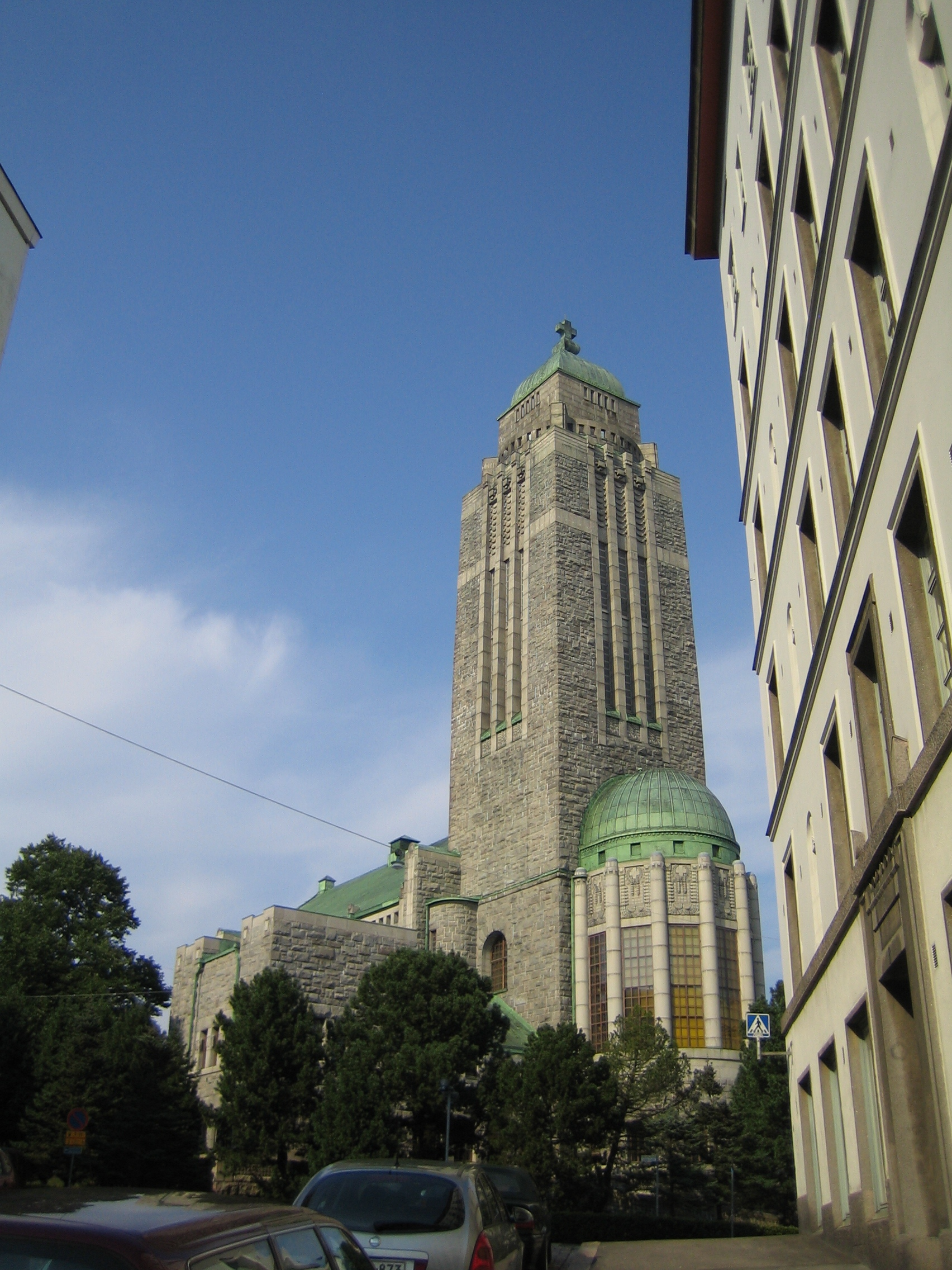
Ларс Сонк. Вежа церкви Кальйо

## Творчий доробок і значення творчості
Творча еволюція архітектора розпочалась з використання стилістики еклектики, а свої вищі досягнення архітектор втілив в стилі національного романтизму. Вони давно увійшли у золотий фонд архітектури Фінляндії та Європи. При цьому Ларс Сонк не став ні відомим викладачем, ні суспільним діячем. Могутнє творче обдарування зробило його чутливим до новітніх віянь у архітектурі. В останніх власних спорудах Сонка доволі відчутні впливи функціоналізму. 
1930 року Фінська асоціація архітекторів обрала Ларса Сонка почесним членом.

## Смерть
Ларс Сонк помер у місті Гельсінки 14 березня 1956 року після трьох років хвороби. За його проханням його поховали в Фінстрьомі, де він мав будинок і де часто відпочивав і працював за життя.

## Архітектурна практика (неповний перелік)
- Михайлівська церква, Турку
- Художній музей, Турку
- Церква Кальйо, Гельсінки
- Лікарня Ейра, Гельсінки
- Офіс в Лайвапоянаукіо, Гельсінки
- Вілла Більняс
- Вілла «Пассес» Ларса Сонка
- Садиба для брата Ларса Сонка
- Заміський будинок Купера
- Школа в Койвола
- Торговий зал, Тампере
- Школа Хійкі, Тампере

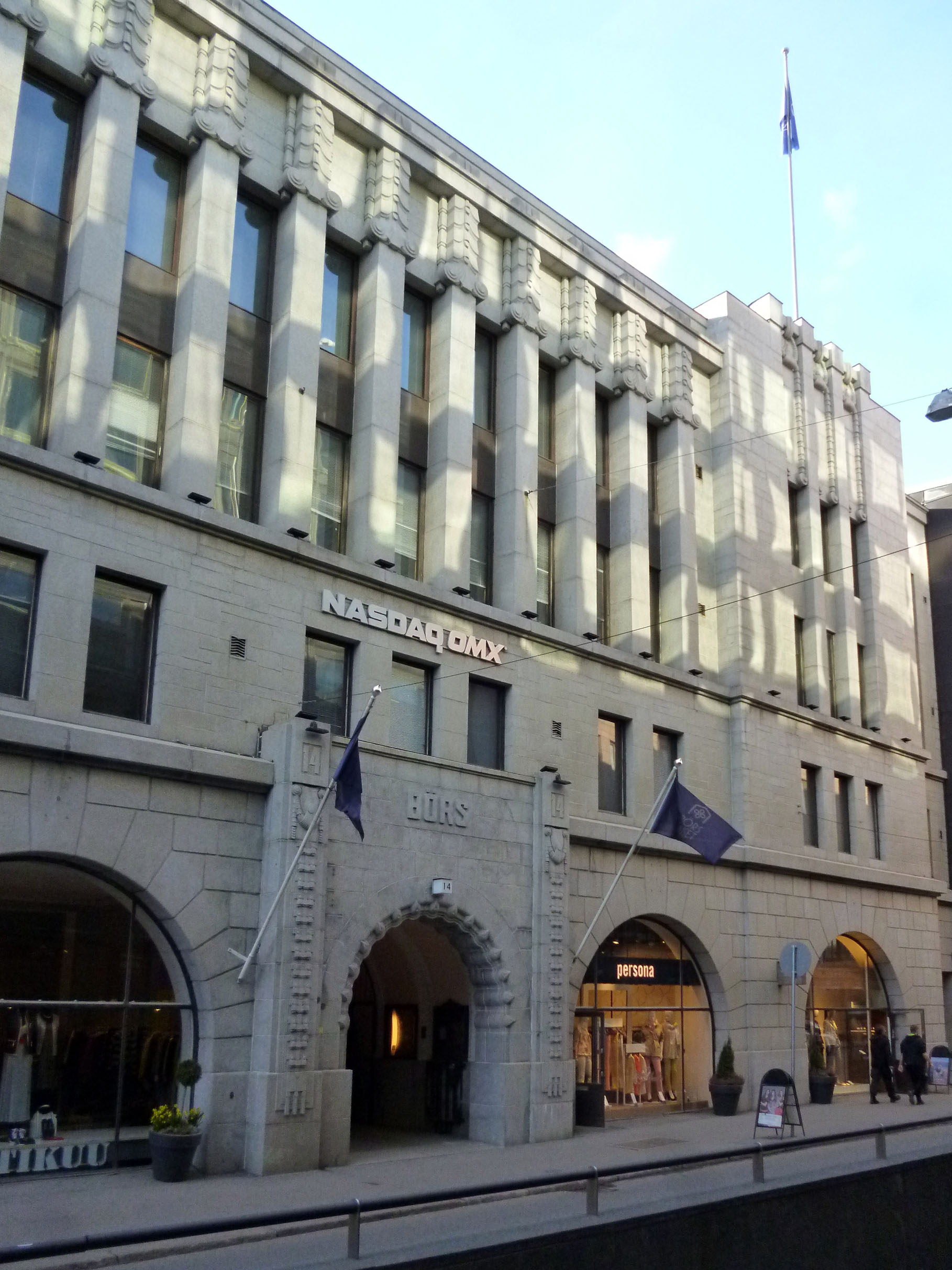
Ларс Сонк. Фондова біржа, Гельсінки

- Фінський павільйон для всесвітньої виставки, Париж
- вілла «Айнола» для Сібеліуса, Ярвенпяя
- Нова церква, Порвоо
- Церква св. Георгія, Марієхамн
- Каплиця, Марієхамн
- Церква Мікаеля Агріколи, Гельсінки
- Біржа, Гельсінки
- Споруда телефонної кампанії, Гельсінки
- Водонагнітна вежа, Хювінкяя
- Церква в Нуйямаа

## Обрані фото (галерея)

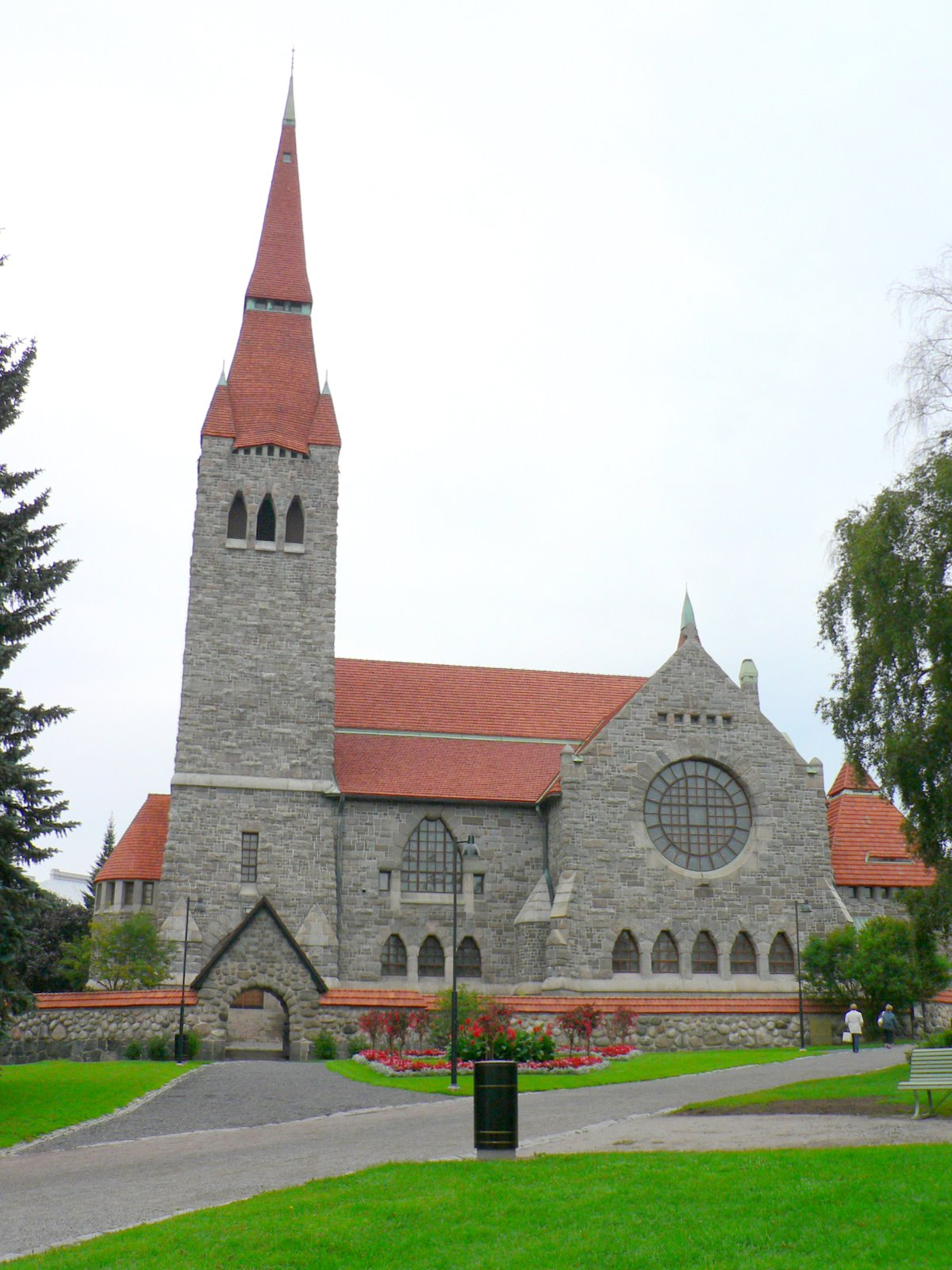
Арх. Ларс Сонк. Катедральний собор, Тампере, Фінляндія

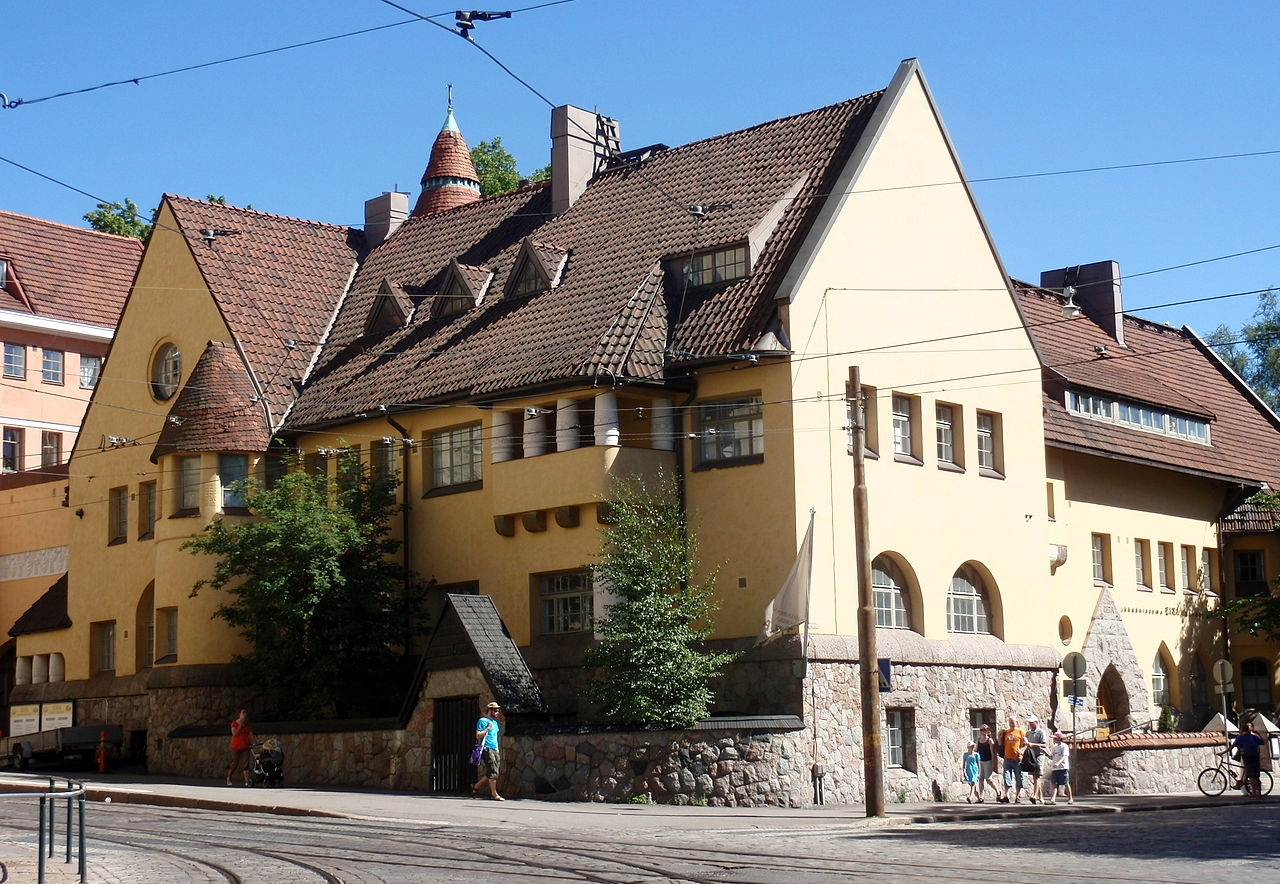
Ларс Сонк. Лікарня Ейра, Гельсінки
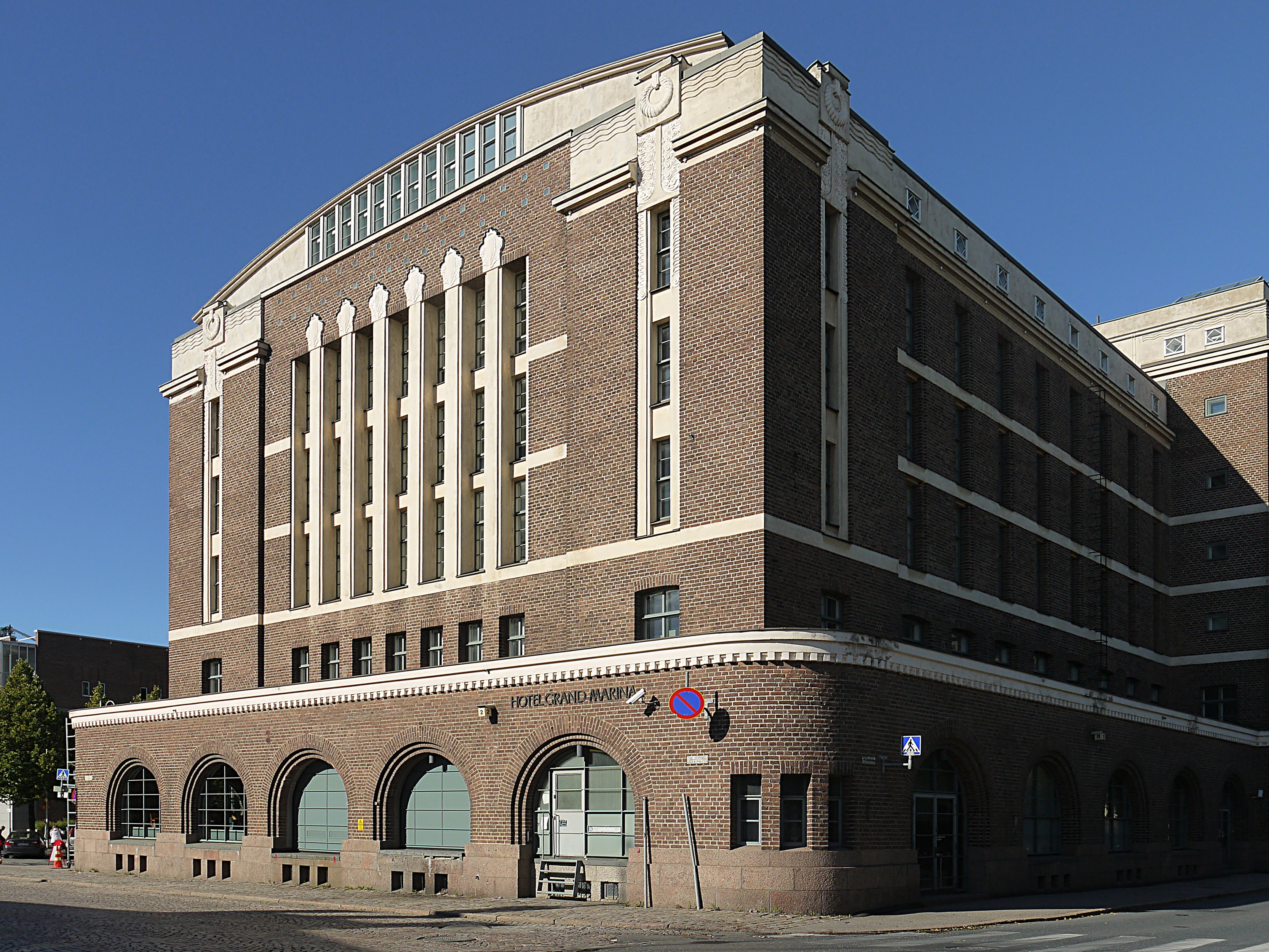
Ларс Сонк. Готель Гранд Марина
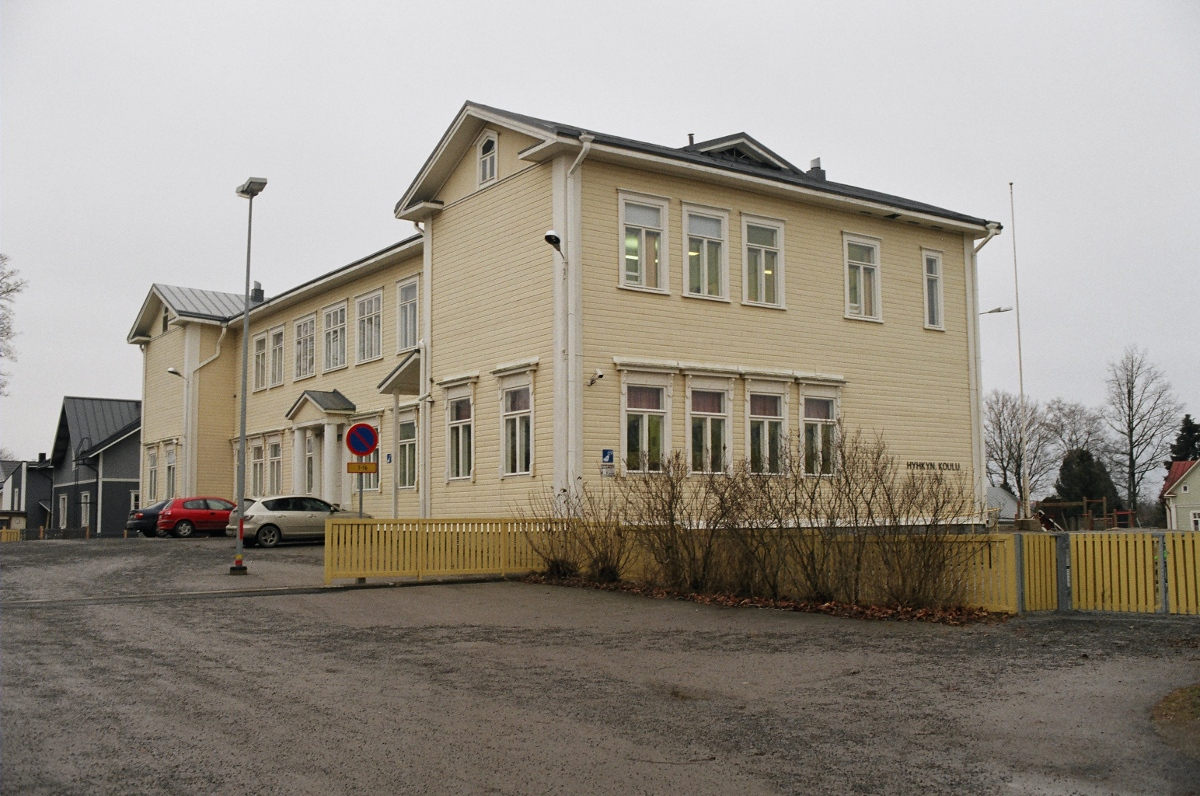
Ларс Сонк. Школа Хійкі, Тампере
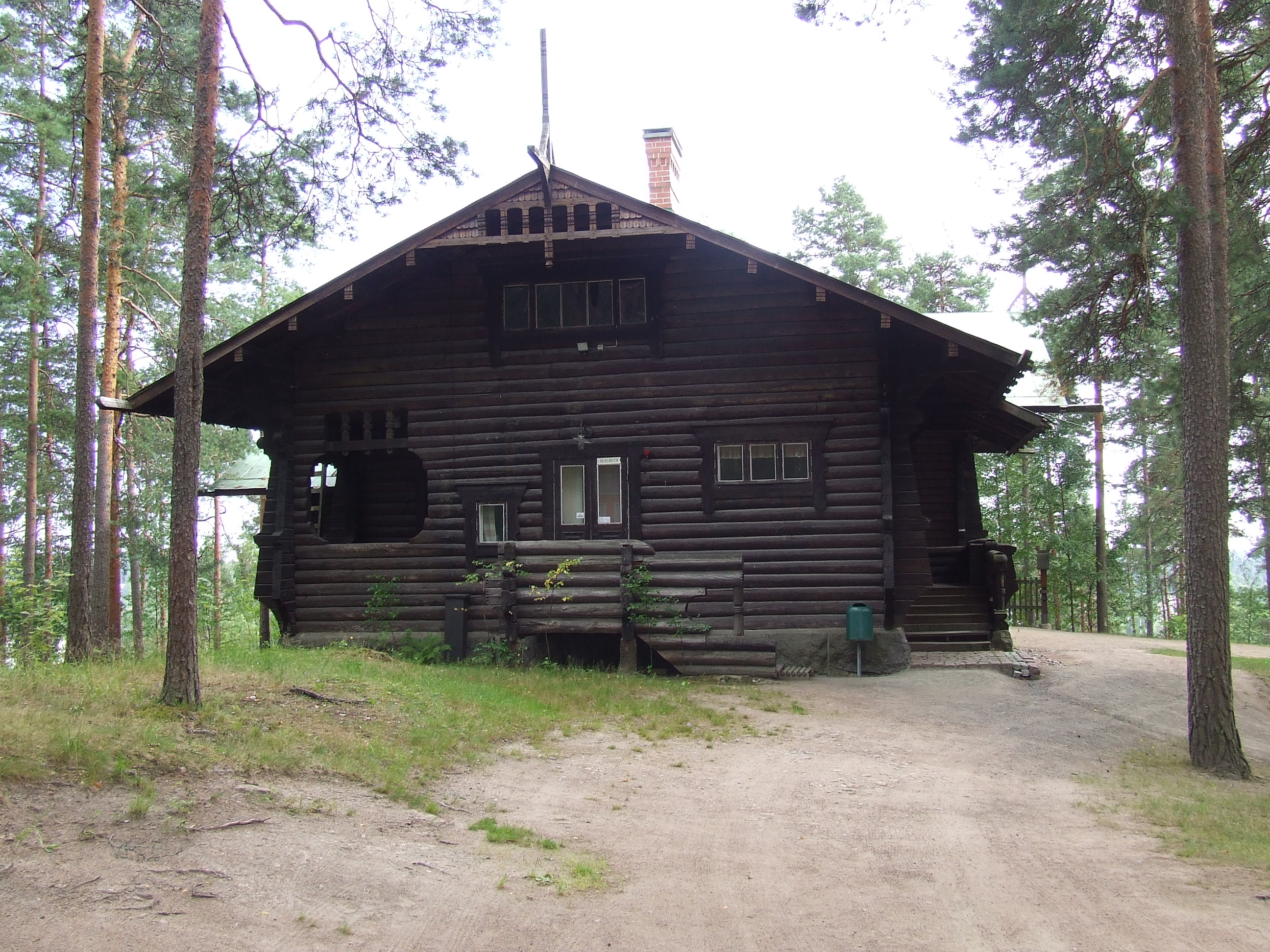
Ларс Сонк. Школа в Койвола
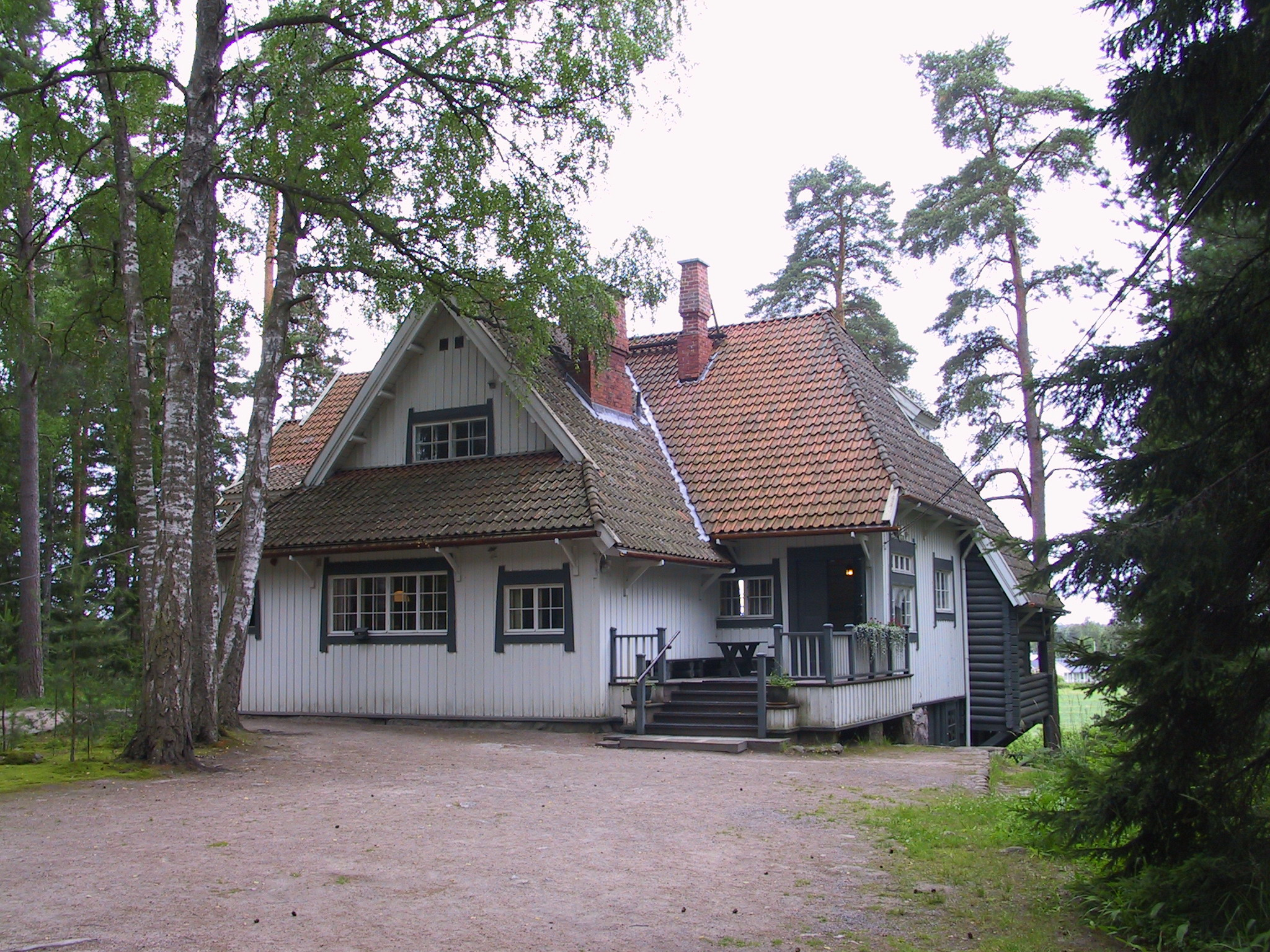
Ларс Сонк. Заміський будинок композитора Сібеліуса Айнола
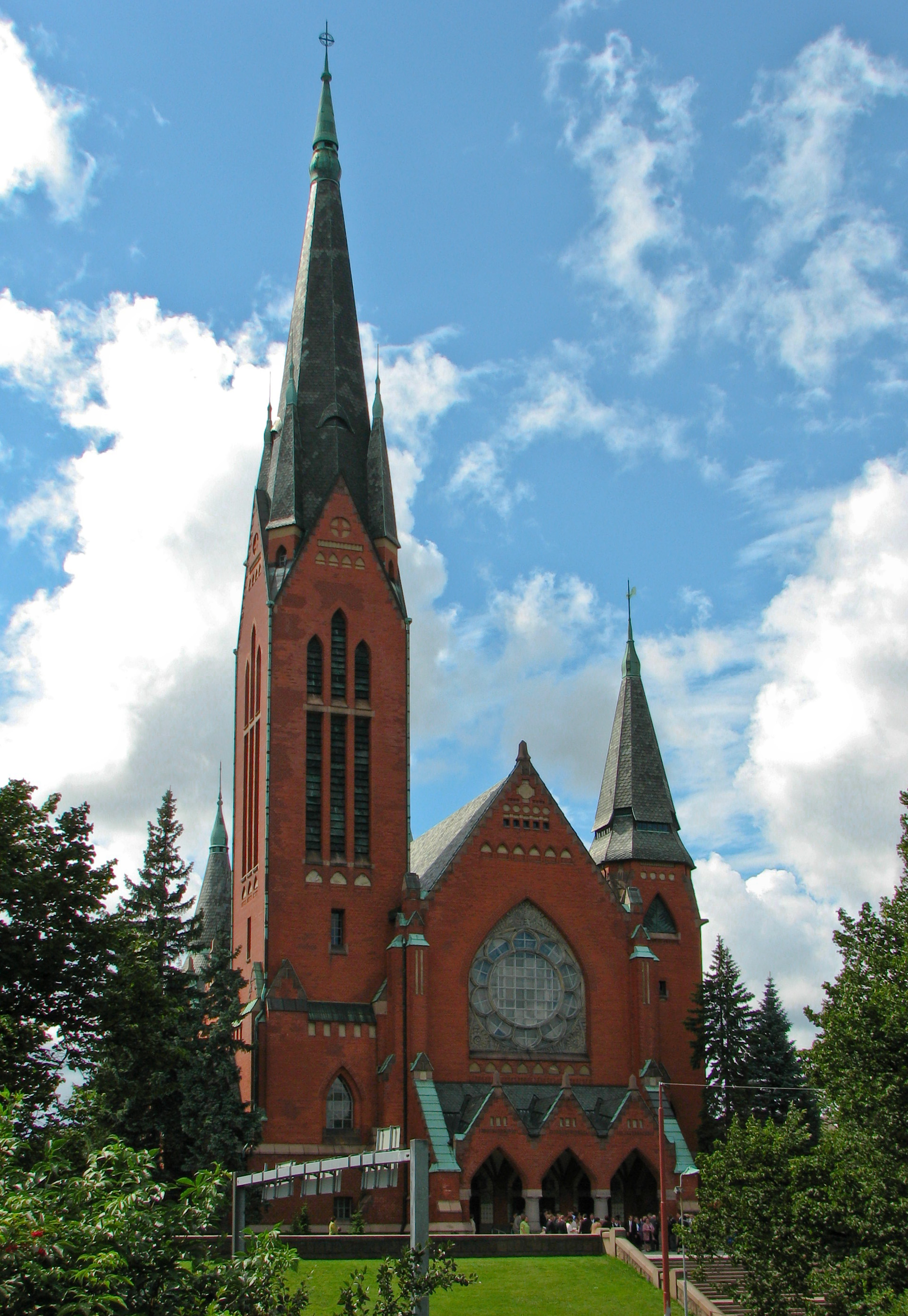
Ларс Сонк. Церква Михайла Архангела, Турку